# Trikomo/İskele

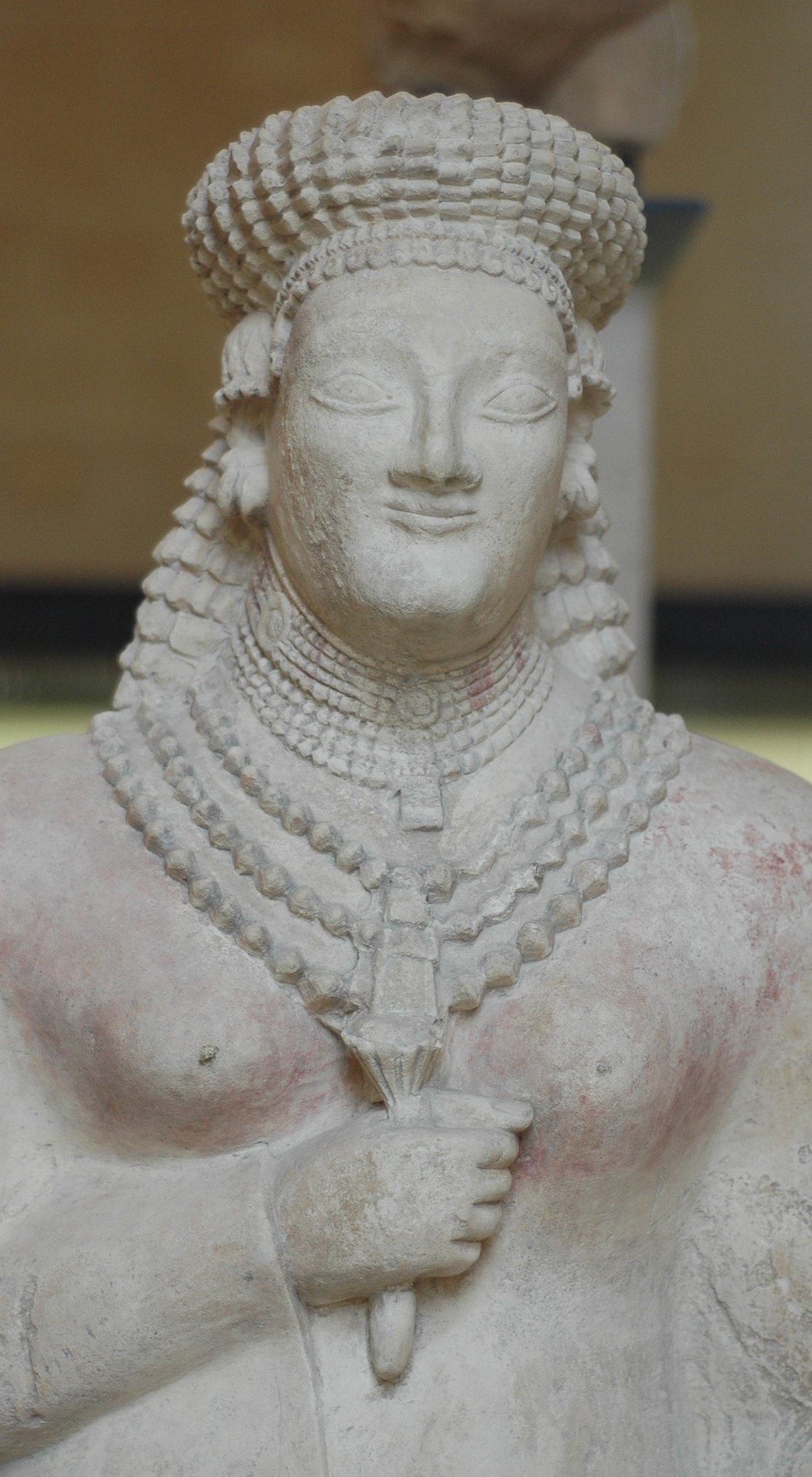
In Trikomo gefundene Statue einer Göttin (zypro-archaisch II, Mitte 6. Jh. v. Chr.), heute im Louvre in Paris

İskele, griechisch Τρίκωμο Trikomo, türkisch İskele oder Yeni İskele, ist eine Stadt mit 7906 Einwohnern (2011) im Distrikt İskele in der Türkischen Republik Nordzypern. Formal gehört sie zur Republik Zypern und dessen Bezirk Famagusta.

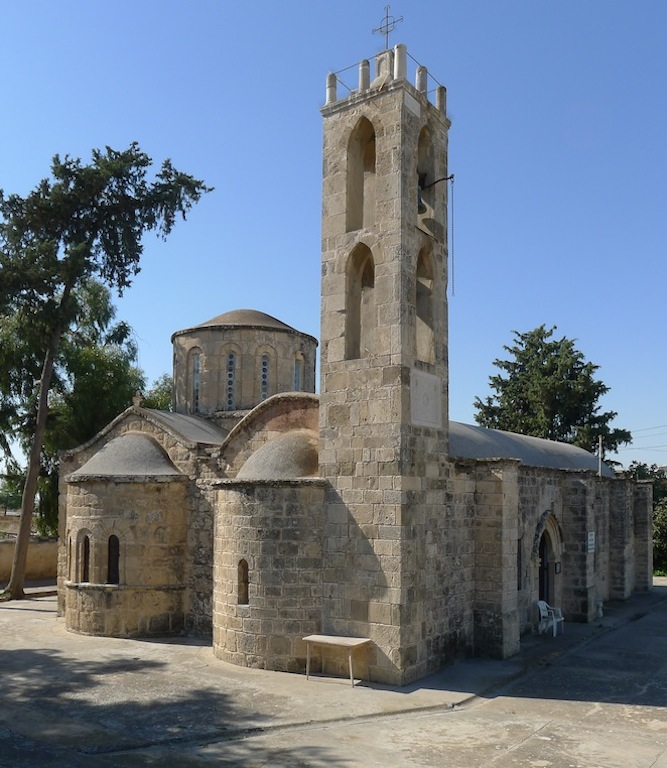
Panagia Theotokos in Iskele (Trikomo)

Der türkische Name „İskele“ (deutsch „Schiffsanlegestelle“ von griechisch Σκάλα Skala, mit Herkunft aus dem Italienischen) oder „Yeni İskele“ („Neues İskele“) erinnert an den gleichnamigen Stadtteil von Larnaka im griechischen Landesteil, aus dem Zyperntürken 1975 im Zypernkonflikt fliehen mussten, die sich dann in İskele niederließen.

## Geschichte
1831 führte die osmanische Regierung einen Zensus der Haushaltsvorstände durch, bei dem 37 erwachsene Männer als Türken und 164 als Griechen galten. Kurz danach wurde der Ort zum Zentrum eines der Aufstände, die zu dieser Zeit das osmanische Zypern erschütterten. Im Juli 1833 kam es auf dem Karpas zum „Aufstand des Mönches“. Sein Führer war ein Joannikios, der auch am Aufstand in Griechenland teilgenommen hatte und der 1828 nach Zypern zurückgekehrt war. Nach einem Streit mit einer Nachbarin entzog er sich der Verhaftung, indem er sich in den Schutz des französischen Dragomanen Jean Francois Alexiano Guillois begab. Als es 1833 zu gleich zwei Aufständen auf Zypern kam, nutzte er die Gelegenheit und sprach sich mit dem gleichfalls aufständischen „Imam“ ab, der drei Monate lang Paphos beherrschte, um einen Angriff auf die Hauptstadt zu wagen. Am 14. Juli 1833 segelte er mit vielleicht 40 Albanern nach Bogaz. Dann schlug er sein Hauptquartier in Trikomo auf. Dabei versprach er den Griechen des Karpas die Unterstützung Frankreichs, doch musste er bald mit 16 Albanern nach Larnaka fliehen, in der Hoffnung in einem Konsulat Unterschlupf zu finden. Trikomo war nach dem Aufstand menschenleer.
Kurz nach der Übertragung der Insel auf Großbritannien bereisten zwei Engländerinnen die Insel und hielten sich auch einige Zeit in Trikomo auf. Sie liefern den ersten Augenzeugenbericht über die Situation auf der Insel, nennen etwa ein Café oder ein Postamt, verweisen darauf, dass sich werktags Griechen und Türken beinahe identisch kleideten – sieht man von den ein wenig kürzeren Hosen der Griechen ab –, während die Araber sich mit einem grauen Seidenschal gürteten, die Griechen hingegen einen schwarzen trugen. Sie stellten fest, dass die Schulbücher ausnahmslos in Athen gedruckt waren, dass man aber Schulen für Mädchen nicht zu brauchen glaubte.
1891 zählte die britische Kolonialverwaltung wieder 1081 Einwohner, von denen 1044 als Griechen und nur noch 37 als Türken galten. Während die Zahl der Griechen weiter anstieg (1901: 1247, 1911: 1492, 1921: 1690), ging die Zahl der Zyperntürken weiter zurück, von denen 1921 nur noch neun im Dorf lebten. 1946 wuchs der Ort auf 2087 Einwohner an, 1960 waren es 2195. Nur noch sieben Türken lebten in Trikomo. Ein Jahr vor dem Einmarsch der türkischen Armee im Jahr 1974 zählte Trikomo 2325 Einwohner, die letzten Türken hatten den Ort verlassen (Smith).
1978 zählte der nunmehr türkische Ort 1669 Einwohner, 1996 waren es bereits 2814 und im Jahr 2006 3657. Das örtliche St.-Mamas-Kloster wurde in ein Museum umgewandelt.

## Sehenswürdigkeiten
- Agios Iakovos (Heiliger Jakob) aus dem 15. Jahrhundert ist eine Kreuzkuppelkirche mit Porzellankacheln, wie man sie sonst nur in portugiesischen Kirchen findet. Sie ist eine der kleinsten Kirchen Zyperns.
- Die Kirche Panagía Theotókos (Allheilige Gottesmutter) aus dem 12. Jahrhundert ist nur 300 m entfernt von Agios-Iakovos. Zur Ausstattung gehören ein Christus Pantokrator in der Kuppel als herausragende zyprische Kirchendekoration im frühkomnenischen Stil und Darstellungen des Marienlebens.

## Persönlichkeiten
- Georgios Grivas (1898–1974), zyprischer Verfechter der Enosis und Organisator des antikolonialistischen Kampfes gegen die Briten (EOKA)
- Vassos Karageorghis (1929–2021), Klassischer Archäologe